# 蒂夫特雷博湖
53°18′30″N 13°04′33″E / 53.30833°N 13.07583°E
蒂夫特雷博湖（德語：Tiefer Trebbower See），是德國的湖泊，位於該國東北部梅克倫堡-前波美拉尼亞州，由梅克倫堡湖區郡負責管轄，長1公里、寬0.8公里，面積0.41平方公里，海拔高度58米，平均水深1.3米，最大水深2米，湖岸線長度3公里，水體容量51萬立方米。